# Ctenochaetus flavicauda
Ctenochaetus flavicauda là một loài cá biển thuộc chi Ctenochaetus trong họ Cá đuôi gai. Loài cá này được mô tả lần đầu tiên vào năm 1938.

## Từ nguyên
Từ định danh của loài cá này, flavicauda, trong tiếng Latinh có nghĩa là "đuôi vàng", hàm ý đề cập đến vây đuôi màu vàng tươi ở cá con.

## Phạm vi phân bố và môi trường sống
C. flavicauda có phạm vi phân bố ở Trung Thái Bình Dương. Loài cá này được tìm thấy ở vùng biển của một số đảo quốc, quần đảo thuộc châu Đại Dương: từ quần đảo Phoenix, băng qua quần đảo Cook và Polynesia thuộc Pháp đến đảo Pitcairn, phạm vi phía bắc giới hạn đến quần đảo Line, phía nam đến đảo Rapa Iti.
C. flavicauda sống gần các rạn san hô ở vùng nước nông, độ sâu khoảng từ 10 đến ít nhất là 30 m.

## Mô tả
Chiều dài cơ thể tối đa được ghi nhận ở C. flavicauda là 16 cm. Có một mảnh xương nhọn chĩa ra ở mỗi bên cuống đuôi, tạo thành ngạnh sắc. Cơ thể hình bầu dục thuôn dài, có màu nâu khá sẫm với những đường sọc màu xám hoặc xanh lam nhạt ở hai bên thân, và những chấm tròn cùng màu trên đầu, ngực và thân trước. Vây lưng và vây hậu môn có viền màu xanh lam ánh kim. Vây đuôi có màu trắng, tương phản hoàn toàn với thân và các vây còn lại. Mống mắt có màu xám đậm, viền màu vàng rõ hơn ở rìa trên và sau của mắt. Cá con có màu vàng tươi trên toàn cơ thể.
Số gai ở vây lưng: 8; Số tia vây ở vây lưng: 26–28; Số gai ở vây hậu môn: 3; Số tia vây ở vây hậu môn: 23–26.

## Sinh thái học
C. cyanocheilus có thể sống đơn độc hoặc hợp thành từng nhóm. Thức ăn của các loài Ctenochaetus chủ yếu là các loại tảo và vụn hữu cơ. Chúng dùng răng của mình để đẩy cát đá trên nền đáy và xúc những mảnh tảo vụn vào miệng. Các loài Ctenochaetus đều có chung một đặc điểm là dạ dày có thành dày.